# Tinian Junior Senior High School Stadium
Tinian Junior Senior High School Stadium – wielofunkcyjny stadion w Tinian w Marianach Północnych. Jest obecnie używany głównie dla meczów piłki nożnej oraz zawodów lekkoatletycznych. Obok stadionu znajduje się boisko baseballowe.